# Shōgayaki
Buta no shōgayaki (jap. 豚の生姜焼き) lub buta-niku no shōgayaki (jap. 豚肉の生姜焼き wieprzowina smażona w imbirze) – prosta potrawa kuchni japońskiej z cienko pokrojonej wieprzowiny, zamarynowanej przed smażeniem w sosie z imbiru (sos wyciśnięty z utartego imbiru), shōyu, mirinu, sake. Składniki mogą być dobierane zgodnie z własnym smakiem. Można podawać z ryżem, cienko pokrojoną kapustą, pomidorami, brokułami.

## Nazwa
Słowo shōga (生姜) oznacza w języku japońskim imbir, a yaki (焼き) oznacza grillowanie, smażenie. Shōgayaki można również przygotować z innych mięs, jak drób czy wołowina. Wersja z wykorzystaniem wieprzowiny jest jednak o wiele bardziej popularna. To drugie (po tonkatsu) najpopularniejsze danie z wieprzowiny, spożywane w porze obiadowej lub serwowane w postaci bentō.

## Historia
Potrawa powstała około 1950 roku w tokijskiej dzielnicy Ginza jako odpowiedź na wzrastające zapotrzebowanie na szybkie jedzenie. 

## Galeria

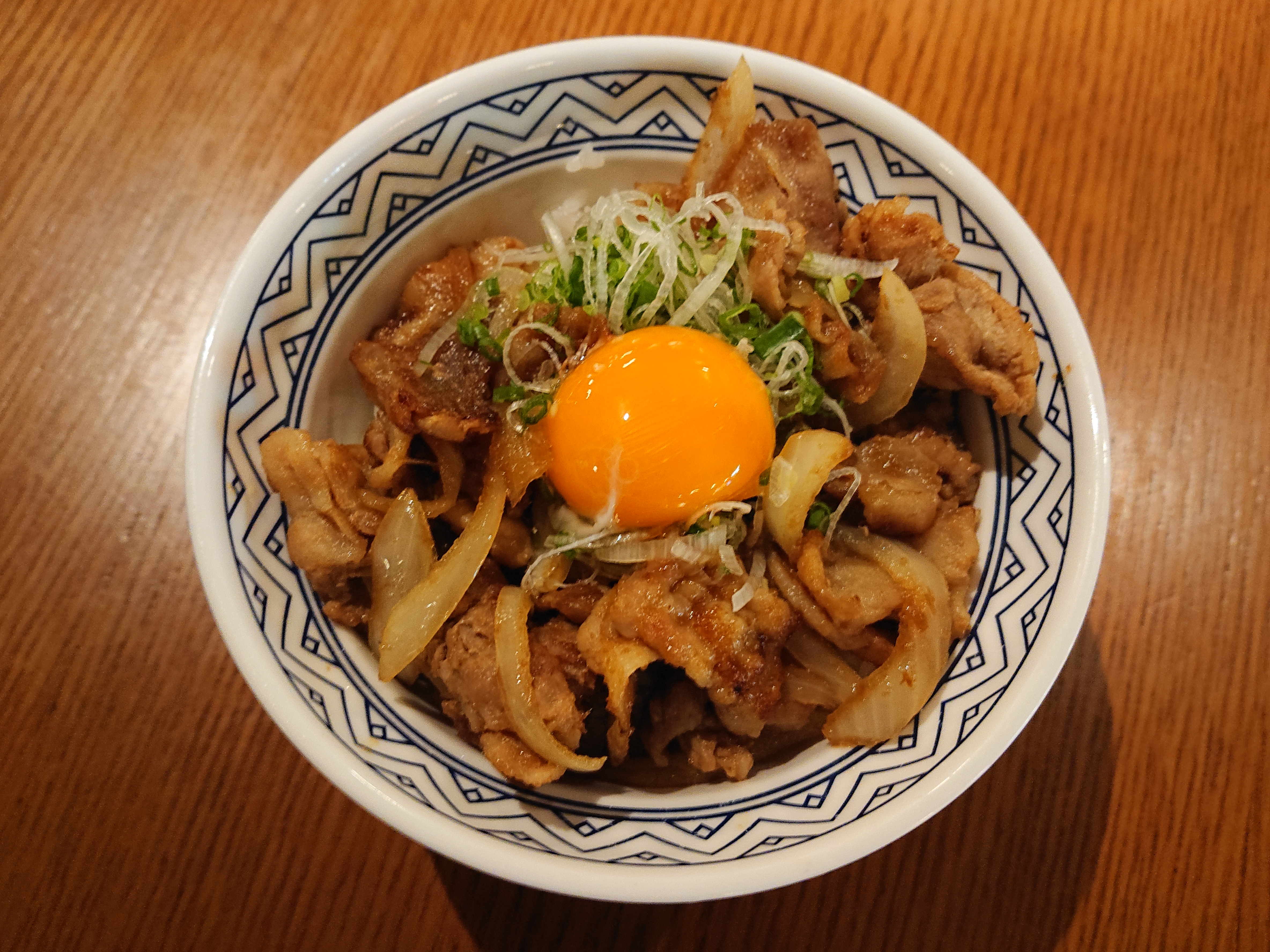
Shōgayaki w Hongkongu
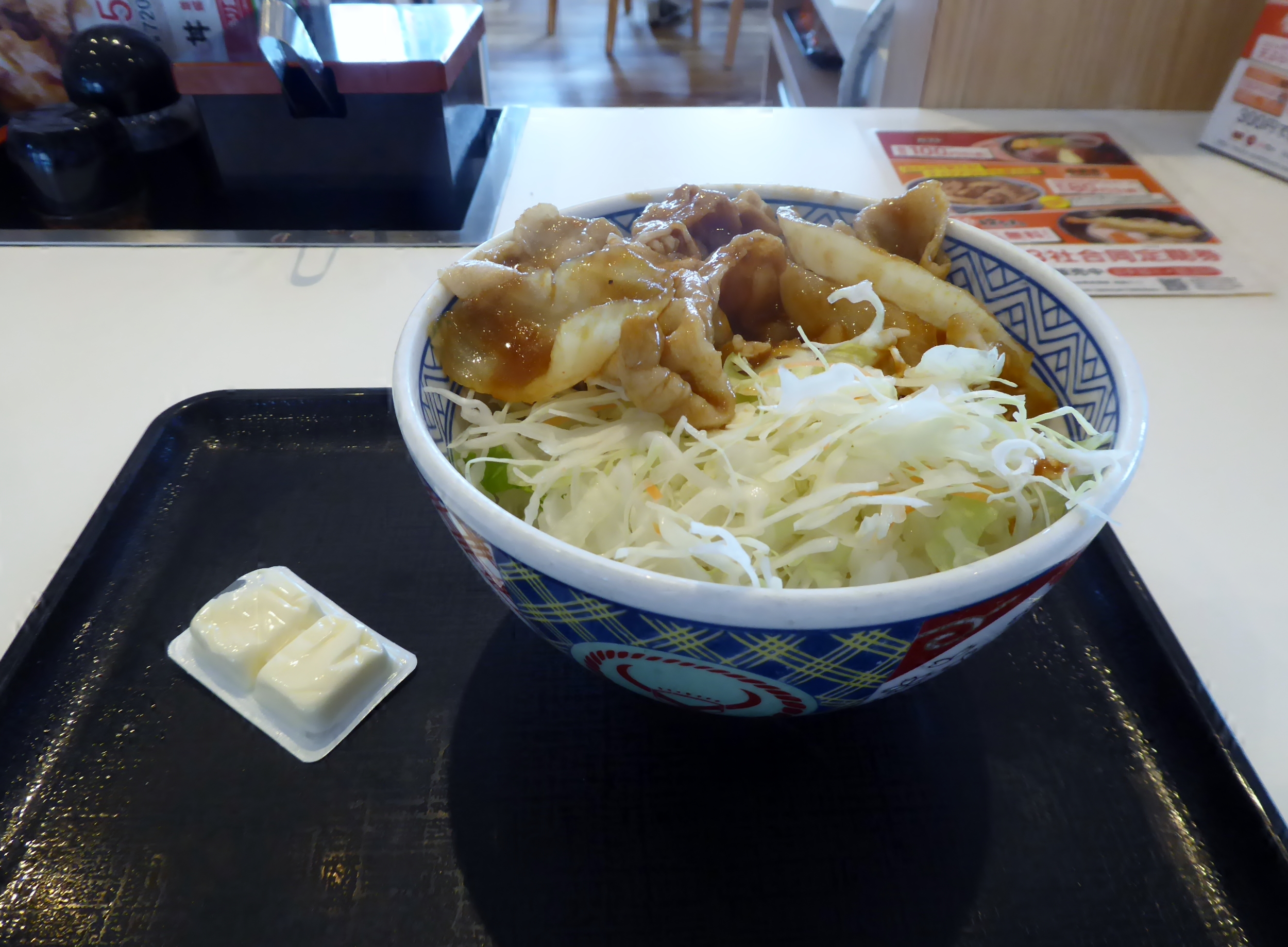
Shōgayaki z kapustą
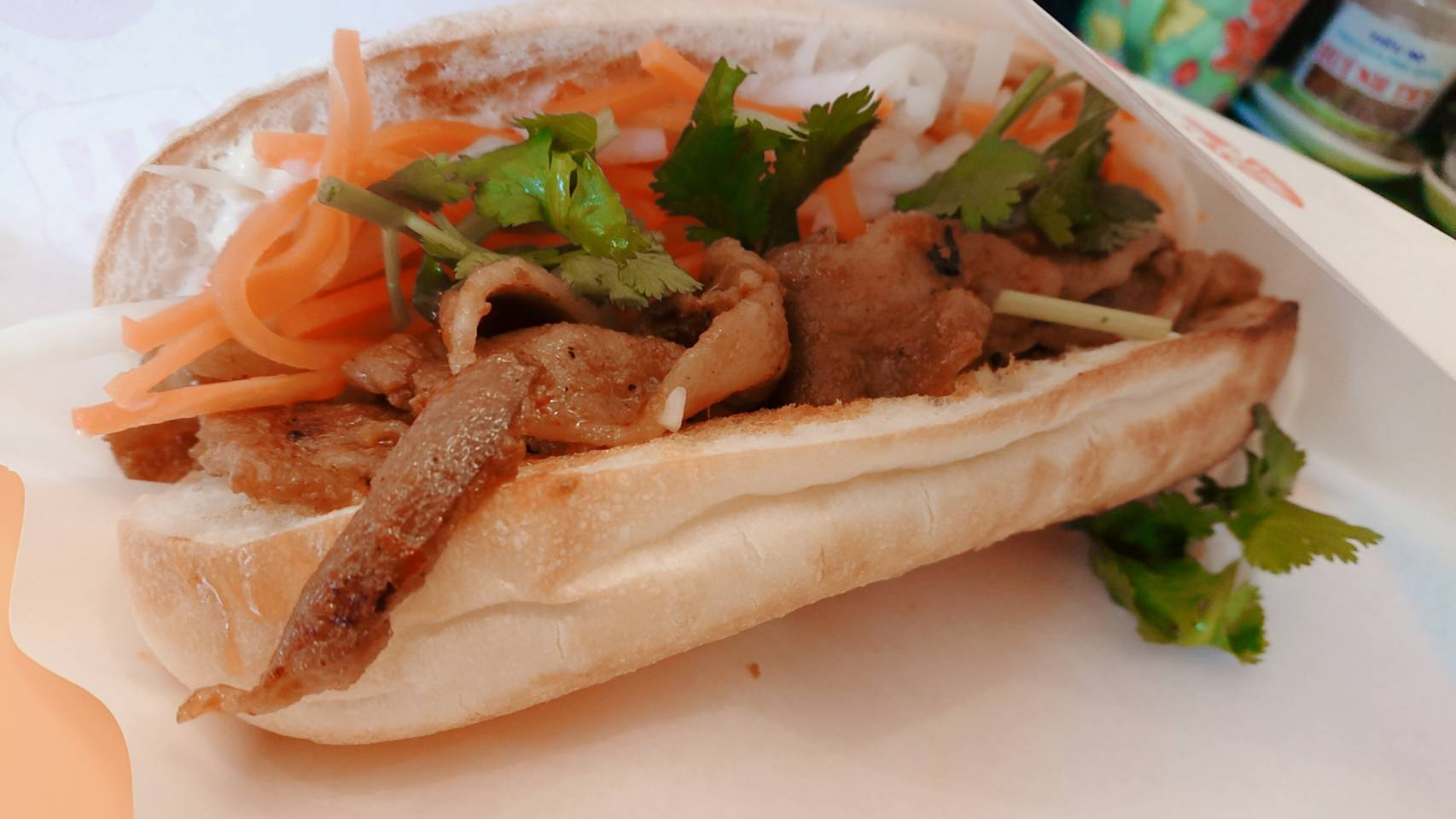
Shōgayaki w bułce
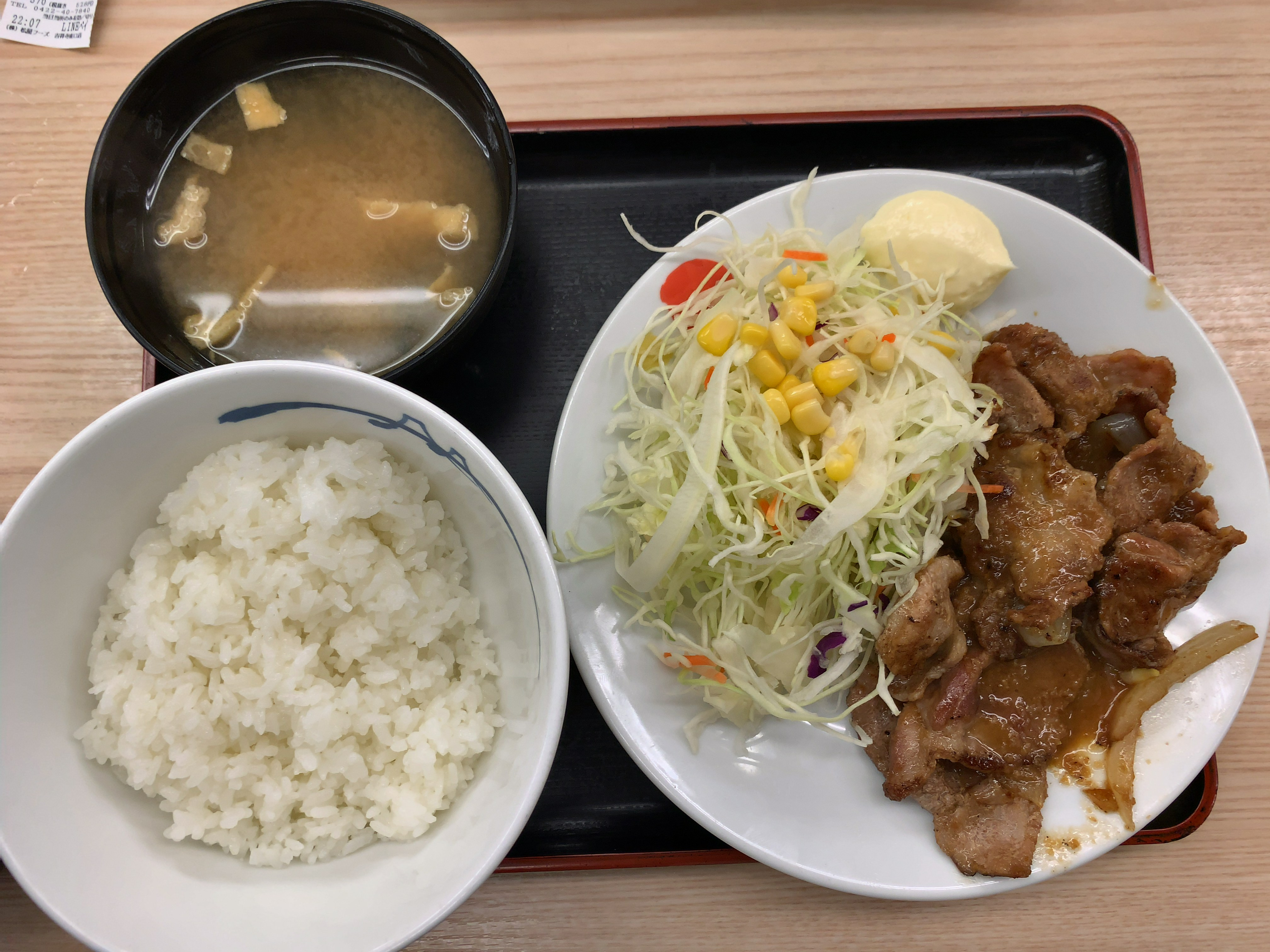
Shōgayaki w zestawie z ryżem i zupą miso